# Pop art

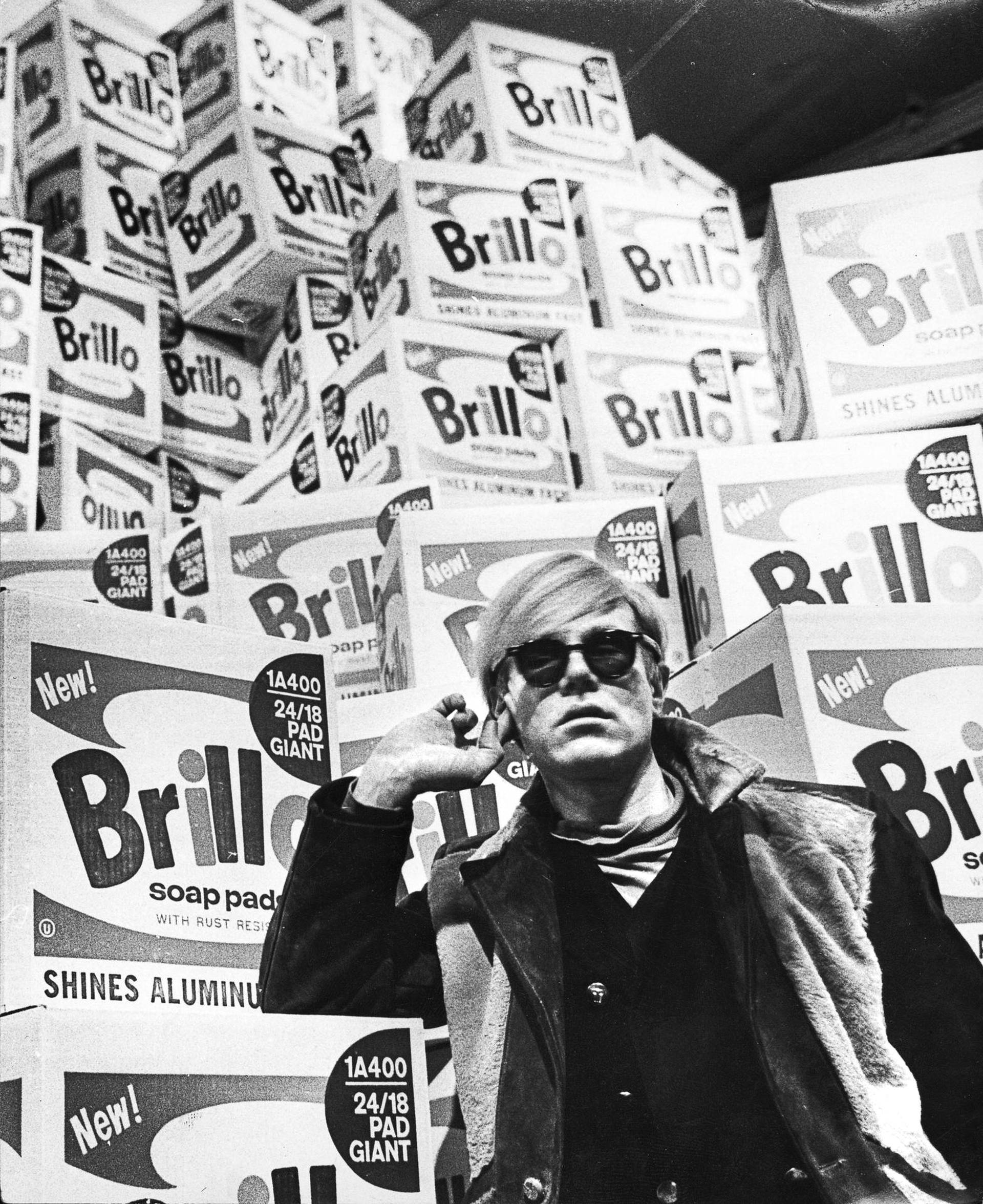
Andy Warhol, um dos artistas notáveis da pop art

Pop art ou Arte pop é um movimento artístico surgido na década de 1950 no Reino Unido, mas que alcançou sua maturidade na década de 1960 nos Estados Unidos. O nome desta escola estético-artística coube ao crítico britânico Laurence Alloway (1926 - 1990) sendo uma das primeiras, e mais famosas imagens relacionadas ao estilo - que de alguma maneira se tornou paradigma deste - ,a colagem de Richard Hamilton (1922 - 2012): O que Exatamente Torna os Lares de Hoje Tão Diferentes, Tão Atraentes?, de 1956. A Pop art propunha que se admitisse a crise da arte que assolava o século XX desta maneira pretendia demonstrar com suas obras a massificação da cultura popular capitalista. Procurava a estética das massas, tentando achar a definição do que seria a (cultura pop), aproximando-se do que costuma chamar de kitsch.
Diz-se que a Pop art é o marco de passagem da modernidade para a pós-modernidade na cultura ocidental.
A defesa do popular traduz uma atitude artística adversa ao hermetismo da arte moderna. Nesse sentido, esse movimento se coloca na cena artística como uma das mãos que não se movia. Com o objetivo da crítica Tônica ao bombardeamento da sociedade capitalista pelos objetos de consumo da época, ela operava com signos estéticos de cores inusitadas massificados pela publicidade e pelo consumo, usando como materiais principais: gesso, tinta acrílica, poliéster, látex, produtos com cores intensas, fluorescentes, brilhantes e vibrantes, reproduzindo objetos do cotidiano em tamanho consideravelmente grande, como de uma escala de cinquenta para um,objeto pequeno , e depois ao tamanho normal.

## No Reino Unido
O Independent Group (IG), fundado em Londres em 1952, é reconhecido como o precursor do movimento de Pop art. O grupo, formado entre outros pelos artistas Laurence Alloway, Smithson, Richard Hamilton, Eduardo Paolozzi e Reyner Banham utilizava os novos meios de produção gráfica que culminavam durante as décadas de 1950 e 60, com o objetivo de produzir arte que atingisse as grandes massas. O Independent Group se dissolveu formalmente em 1956 depois de organizar a exibição "This Is Tomorrow" em Londres, na galeria de arte Whitechapel Gallery. Nesta exibição, o artista inglês Richard Hamilton apresentou a colagem "Just what is it that makes today's homes so different, so appealing?" (em português: O que Exatamente Torna os Lares de Hoje Tão Diferentes, Tão Atraentes?), considerada por críticos e historiadores uma das primeiras obras de Pop art.
É possível observar nas obras Pop britânicas um certo deslumbramento pelo american way of life através da mitificação da cultura americana. É preciso levar em consideração que o Reino Unido passava por um período pós-guerra, se reerguendo e vislumbrando a prosperidade econômica norte-americana. Desta forma, todas as obras dos artistas pop britânicos aceitaram a cultura industrial e assimilaram aspectos dela em sua arte de forma eclética e universal.

## Nos Estados Unidos
Ao contrário do que sucedeu no Reino Unido, nos Estados Unidos os artistas trabalham isoladamente até 1963, quando duas exposições (Arte 1963: novo vocabulário, Arts Council, Filadélfia e Os novos realistas, Sidney Janis Gallery, Nova York) reúnem obras que se beneficiam do material publicitário e da mídia. É nesse momento que os nomes de Andy Warhol, Roy Lichtenstein, Claes Oldenburg, James Rosenquist e Tom Wesselmann surgem como os principais representantes da Pop art em solo norte-americano. Sem estilo comum, programas ou manifestos, os trabalhos desses artistas se afinam pelas temáticas abordadas, pelo desenho simplificado e pelas cores saturadas. A nova atenção concedida aos objetos comuns e à vida cotidiana encontra seus precursores na antiarte dos dadaístas.
Os artistas norte-americanos tomam ainda como referência uma certa tradição figurativa local - as colagens tridimensionais de Robert Rauschenberg e as imagens planas e emblemáticas de Jasper Johns - que abre a arte para a utilização de imagens e objetos inscritos no cotidiano. No trato desse repertório plástico específico não se observa a carga subjetiva e o gesto lírico-dramático, característicos do expressionismo abstrato - que, aliás, a arte pop comenta de forma paródica em trabalhos como Pincela (1965) de Roy Lichtenstein. No interior do grupo norte-americano, o nome de Tom Wesselmann liga-se às naturezas-mortas compostas com produtos comerciais, o de Lichtenstein aos quadrinhos (Whaam!, 1963) e o de Claes Oldenburg, mais diretamente às esculturas (Duplo Hambúrguer, 1962). Alguns dos últimos representantes vivos da arte pop americana são Mel Ramos e James Gill.

### Andy Warhol

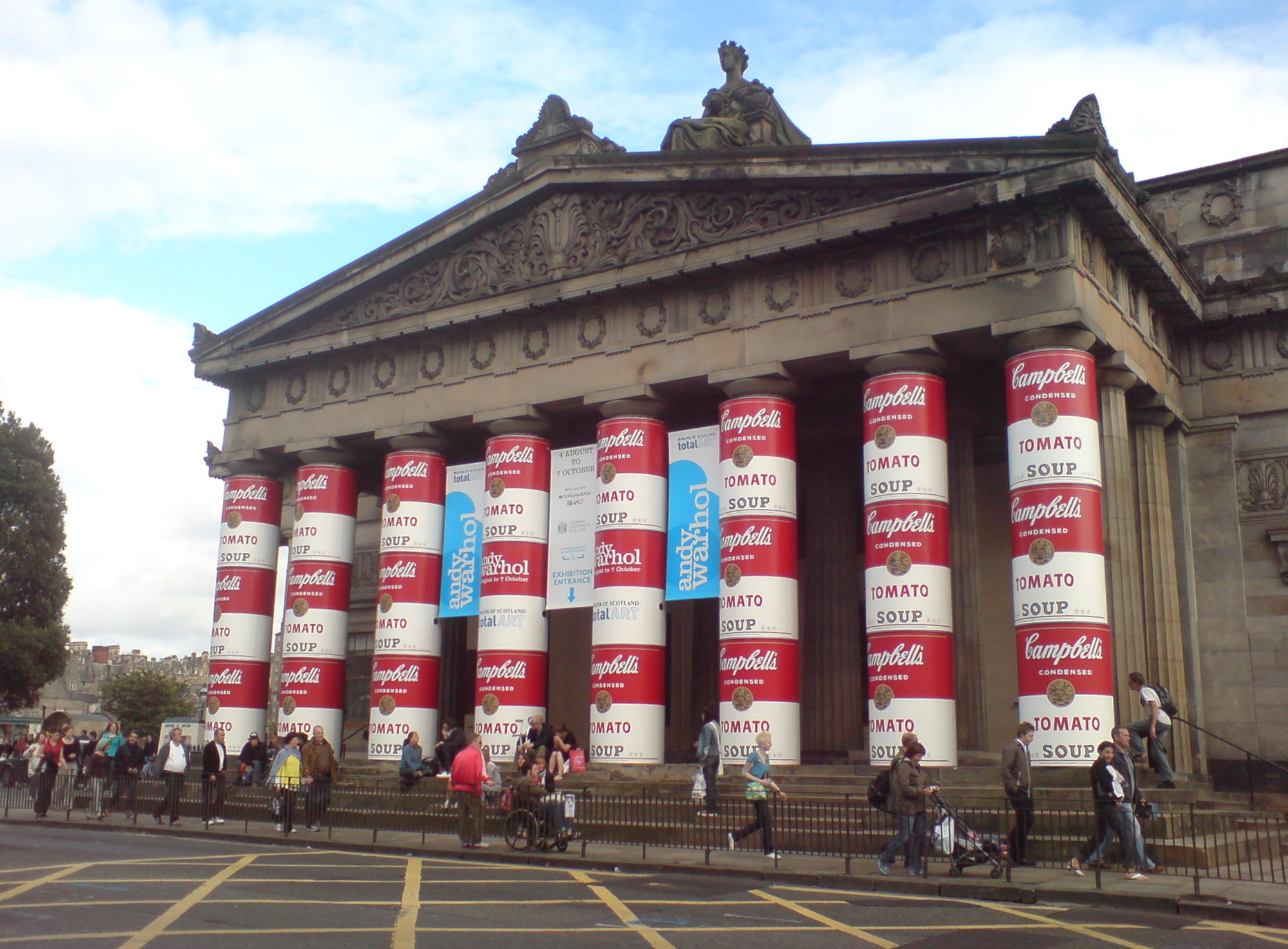
Pilares de latas Campbell no edifício da Academia Real Escocesa, Edimburgo

Andy Warhol foi uma das figuras centrais da Pop art nos Estados Unidos. Como muitos outros artistas da Pop art, Andy Warhol criou obras em cima de mitos. Ao retratar ídolos da música popular e do cinema, como Michael Jackson, Elvis Presley, Elizabeth Taylor, Brigitte Bardot, Marlon Brando, Liza Minnelli e, sua favorita, Marilyn Monroe, Warhol mostrava o quanto personalidades públicas são figuras impessoais e vazias; mostrava isso associando a técnica com que reproduzia estes retratos, numa produção mecânica ao invés do trabalho manual. Da mesma forma, utilizou a técnica da serigrafia para representar a impessoalidade do objeto produzido em massa para o consumo, como as garrafas de Coca-Cola e as latas de sopa Campbell.

## No Brasil

Rubens Gerchman: pintura, colagem e outros materiais Policiais Identificados na Chacina (Registro Policial), 1968

Nos anos 60 frutificou entre os artistas brasileiros uma tendência irônica derivada da Pop art norte-americana refletindo o clima tenso criado pelo regime militar imposto em 1964. Aderindo apenas à forma e à técnica utilizada na Pop art os artistas expressaram a insatisfação com a censura instalada pelo regime militar, tematizando questões sociais de política. Entre as exposições mais importantes nesse período destaca-se a
Opinião 65, realizada no Museu de Arte Moderna do Rio de Janeiro, composta por 17 artistas brasileiros e 13 estrangeiros.
Dentre os principais artistas nesta época estão Wesley Duke Lee, Luiz Paulo Baravelli, Carlos Fajardo, Claudio Tozzi, José Roberto Aguilar e Antonio Henrique Amaral, Lobo, entre outros.